# BMW S52
BMW S52 – silnik BMW

## S52 B32 - 326S2 (Z3)
| Liczba cylindrów           | 6                         |
| Średnica cylindrów         | 86,4 mm                   |
| Skok tłoka                 | 89,6 mm                   |
| Pojemność                  | 3152 cm3                  |
| Stopień sprężania          | 10,5:1                    |
| Moc maksymalna             | 176 kW przy 6000 obr./min |
| Obroty maksymalne          | 6800 obr./min             |
| Maksymalny moment obrotowy | 320 Nm przy 3800 obr./min |